# Nigella glandulifera
Nigella glandulifera är en ranunkelväxtart som beskrevs av Josef Franz Freyn och Sint.. Nigella glandulifera ingår i släktet nigellor, och familjen ranunkelväxter. Inga underarter finns listade i Catalogue of Life.